# Говорков, Виктор Иванович
Ви́ктор Ива́нович Го́ворков (5 [18] ноября 1906, Владивосток, Российская империя — 13 июня 1974, Москва, СССР) — советский живописец, график, плакатист, иллюстратор. Член Союза художников СССР. Заслуженный художник РСФСР (1971). Автор множества известных советских политических и социальных плакатов 1930—1960 годов.

## Биография

Плакат «Нет!», пропагандирующий трезвый образ жизни — самый знаменитый плакат художника. 1954 год

Родился 18 ноября 1906 года во Владивостоке. С 1926 по 1930 год учился в Москве во ВХУТЕИНе у Сергея Герасимова, Дмитрия Моора и Владимира Фаворского.
В начале 1930-х годов стал работать в области политического плаката.
Похоронен в Москве, на Бабушкинском кладбище.